# Heterostigma separ
Heterostigma separ is een zakpijpensoort uit de familie van de Pyuridae. De wetenschappelijke naam van de soort is voor het eerst geldig gepubliceerd in 1924 door Ärnbäck.